# Ciclismo nos Jogos Pan-Americanos de 2019 - Velocidade individual masculino
A competição de velocidade individual masculino foi um dos eventos do ciclismo nos Jogos Pan-Americanos de 2019, em Lima. Foi disputada no Velódromo de la Villa Deportiva Nacional nos dias 2 e 3 de agosto.

## Calendário
Horário local (UTC-5).
| Data        | Horário | Fase                      |
| ----------- | ------- | ------------------------- |
| 2 de agosto | 11:05   | Qualificação              |
| 2 de agosto | 11:42   | Oitavas de final          |
| 2 de agosto | 12:00   | Repescagem                |
| 2 de agosto | 18:05   | Quartas de final          |
| 3 de agosto | 11:05   | Semifinal                 |
| 3 de agosto | 11:32   | Disputa do 5º ao 8º lugar |
| 3 de agosto | 19:01   | Final                     |

## Medalhistas
| Ouro   | TTO Nicholas Paul   |
| Prata  | COL Kevin Quintero  |
| Bronze | VEN Hersony Canelón |

## Recordes
Recordes mundial e pan-americano antes da disputa dos Jogos Pan-Americanos de 2019.
| Tipo                             | Atleta          | Tempo | Local          | Data                  |
| -------------------------------- | --------------- | ----- | -------------- | --------------------- |
|                                  | François Pervis | 9.347 | Aguascalientes | 6 de dezembro de 2013 |
| Recorde dos Jogos Pan-Americanos | Njisane Phillip | 9.977 | Guadalajara    | 18 de outubro de 2011 |

## Resultados

### Qualificação
Os doze mais rápidos avançam para as oitavas de final. As doze mais rápidas avançam para as oitavas de final. 
| Colocação | Ciclista                 | Nacionalidade         | Tempo  | Notas |
| --------- | ------------------------ | --------------------- | ------ | ----- |
| 1         | Nicholas Paul            | TTO Trinidad e Tobago | 9.808  | Q     |
| 2         | Njisane Phillip          | TTO Trinidad e Tobago | 10.087 | Q b   |
| 3         | Nick Wammes              | CAN Canadá            | 10.100 | Q     |
| 4         | Kevin Quintero           | COL Colômbia          | 10.104 | Q     |
| 5         | Jair Tjon En Fa          | SUR Suriname          | 10.166 | Q     |
| 6         | Hersony Canelón          | VEN Venezuela         | 10.196 | Q     |
| 7         | Kacio Fonseca            | BRA Brasil            | 10.226 | Q a   |
| 8         | Brandon Estrada          | GUA Guatemala         | 10.261 | Q     |
| 9         | Santiago Ramirez Morales | COL Colômbia          | 10.281 | Q     |
| 10        | Leandro Bottasso         | ARG Argentina         | 10.308 | Q     |
| 11        | César Mervin Sánchez     | VEN Venezuela         | 10.364 | Q     |
| 12        | Joël Archambault         | CAN Canadá            | 10.380 | Q     |
| 13        | Flávio Cipriano          | BRA Brasil            | 10.546 |       |
| 14        | Manuel Landa             | MEX México            | 10.549 |       |
| 15        | Juan Carlos Teran        | MEX México            | 10.727 |       |
| 16        | Francis Linares          | PER Peru              | 11.697 |       |
| 17        | Robinson Callé           | PER Peru              | 12.052 |       |

### Oitavas de final
Os vencedores de cada confronto avançam para as quartas de final, enquanto os perdedores se classificam para a repescagem. 
| Bateria | Classificação | Ciclista             | Nacionalidade         | Tempo  | Notas |
| ------- | ------------- | -------------------- | --------------------- | ------ | ----- |
| 1       | 1             | Nicholas Paul        | TTO Trinidad e Tobago | 10.482 | Q     |
| 1       | 2             | Joël Archambault     | CAN Canadá            |        | R     |
| 2       | 1             | Njisane Phillip      | TTO Trinidad e Tobago | 10.824 | Q b   |
| 2       | 2             | César Mervin Sánchez | VEN Venezuela         |        | R     |
| 3       | 1             | Leandro Bottasso     | ARG Argentina         | 10.910 | Q     |
| 3       | 2             | Nick Wammes          | CAN Canadá            |        | R     |
| 4       | 1             | Kevin Quintero       | COL Colômbia          | 10.609 | Q     |
| 4       | 2             | Santiago Morales     | COL Colômbia          |        | R     |
| 5       | 1             | Jair Tjon En Fa      | SUR Suriname          | 10.994 | Q     |
| 5       | 2             | Brandon Estrada      | GUA Guatemala         |        | R     |
| 6       | 1             | Hersony Canelón      | VEN Venezuela         | 10.563 | Q     |
| 6       | 2             | Kacio Fonseca        | BRA Brasil            |        | R a   |

### Repescagem
O vencedor de cada grupo avançou para as quartas de final. 
| Bateria | Colocação | Ciclista             | Nacionalidade | Tempo  | Notas |
| ------- | --------- | -------------------- | ------------- | ------ | ----- |
| 1       | 1         | Santiago Morales     | COL Colômbia  | 10.635 | Q     |
| 1       | 2         | Joël Archambault     | CAN Canadá    |        |       |
| 1       | 3         | Brandon Estrada      | GUA Guatemala |        |       |
| 2       | 1         | Kacio Fonseca        | BRA Brasil    | 10.875 | Q a   |
| 2       | 2         | Nick Wammes          | CAN Canadá    |        |       |
| 2       | 3         | César Mervin Sánchez | VEN Venezuela |        |       |

### Quartas de final
| Bateria | Colocação | Ciclista         | Nacionalidade         | Corrida 1 | Corrida 2 | Decisão | Notas |
| ------- | --------- | ---------------- | --------------------- | --------- | --------- | ------- | ----- |
| 1       | 1         | Nicholas Paul    | TTO Trinidad e Tobago | 10.657    | 10.355    |         | Q     |
| 1       | 2         | Kacio Fonseca    | BRA Brasil            |           |           |         | a     |
| 2       | 1         | [Njisane Phillip | TTO Trinidad e Tobago | 10.492    | 10.324    |         | Q b   |
| 2       | 2         | Santiago Morales | COL Colômbia          |           |           |         |       |
| 3       | 1         | Hersony Canelón  | VEN Venezuela         | 10.904    | 10.731    |         | Q     |
| 3       | 2         | Leandro Bottasso | ARG Argentina         |           |           |         |       |
| 4       | 1         | Kevin Quintero   | COL Colômbia          | 10.519    | 10.453    |         | Q     |
| 4       | 2         | Jaïr Tjon En Fa  | SUR Suriname          |           |           |         |       |

### Disputa do 5º ao 8º lugar
| Colocação | Ciclista         | Nacionalidade | Tempo  | Notas |
| --------- | ---------------- | ------------- | ------ | ----- |
| 5         | Kacio Fonseca    | BRA Brasil    | 10.649 | a     |
| 6         | Jaïr Tjon En Fa  | SUR Suriname  |        |       |
| 7         | Santiago Morales | COL Colômbia  |        |       |
| 8         | Leandro Bottasso | ARG Argentina |        |       |

### Semifinal
| Bateria | Colocação | Ciclista        | Nacionalidade         | Corrida 1 | Corrida 2 | Decisão | Notas |
| ------- | --------- | --------------- | --------------------- | --------- | --------- | ------- | ----- |
| 1       | 1         | Nicholas Paul   | TTO Trinidad e Tobago | 10.432    | REL       | 10.472  | Q     |
| 1       | 2         | Kevin Quintero  | COL Colômbia          |           | 10.256    |         |       |
| 2       | 1         | Njisane Phillip | TTO Trinidad e Tobago | 10.313    | 10.318    |         | Q b   |
| 2       | 2         | Hersony Canelón | VEN Venezuela         |           |           |         |       |

### Disputa do bronze
| Colocação         | Ciclista        | Nacionalidade | Corrida 01 | Corrida 2 | Decisão | Notas |
| ----------------- | --------------- | ------------- | ---------- | --------- | ------- | ----- |
| Medalha de bronze | Kevin Quintero  | COL Colômbia  | 10.466     | 10.556    |         |       |
| 4                 | Hersony Canelón | VEN Venezuela |            |           |         |       |

### Final
| Colocação        | Ciclista        | Nacionalidade         | Corrida 01 | Corrida 2 | Decisão | Notas |
| ---------------- | --------------- | --------------------- | ---------- | --------- | ------- | ----- |
| Medalha de ouro  | Nicholas Paul   | TTO Trinidad e Tobago | 10.645     | 10.936    |         |       |
| Medalha de prata | Njisane Phillip | TTO Trinidad e Tobago |            |           |         | b     |

- a  Kacio Fonseca, do Brasil, foi desclassificado por violação de doping. [8]

- b  Njisane Phillip, de Trinidad e Tobago, foi desclassificado por violação de doping. [9]

Legenda
| Recorde mundial                  | Recorde mundial (World record)               |                       | Recorde africano                      | Recorde africano (African) |                                           | Q | Classificado por posição (Qualified) |
| Recorde dos Jogos Pan-Americanos | Recorde pan-americano (Pan-American record)  | Recorde da América    | Recorde da América (Americas)         | q                          | Classificado por melhor tempo (Qualified) |   |                                      |
| Melhor marca do ano              | Melhor marca do ano (World leading)          | Recorde asiático      | Recorde asiático (Asian)              | DNS                        | Não largou (Did not start)                |   |                                      |
| Recorde nacional                 | Recorde nacional (National record)           | Recorde europeu       | Recorde europeu (European)            | DNF                        | Não terminou (Did not finish)             |   |                                      |
| Recorde pessoal                  | Recorde pessoal do atleta (Personal best)    | Recorde da Oceania    | Recorde da Oceania (Oceania)          | DSQ / DQ                   | Desclassificado (Disqualified)            |   |                                      |
| Recorde da temporada             | Recorde da temporada do atleta (Season best) | Recorde sul-americano | Recorde sul-americano (South America) | NM                         | Sem marca (No mark)                       |   |                                      |